# Spivey, Kansas
Spivey là một thành phố thuộc quận Kingman, tiểu bang Kansas, Hoa Kỳ. Năm 2010, dân số của xã này là 78 người.

## Dân số
Dân số các năm:
- Năm 2000: 80 người
- Năm 2010: 78 người